# Partido Libertad

El Partido Libertad fue un partido político menor en los Estados Unidos en la década de 1840 (con algunas ramas que sobrevivieron en los años 1850 y 1860). El partido fue de los primeros defensores de la causa abolicionista. Se separó de la American Anti-Slavery Society (AASS) para defender la opinión de que la Constitución era un documento antiesclavista; William Lloyd Garrison, líder del AASS, sostuvo la opinión contraria de que la Constitución debía ser condenada como un documento a favor de la esclavitud del mal. El grupo incluyó abolicionistas que estaban dispuestos a trabajar dentro de la política electoral para tratar de influir en las personas para apoyar sus objetivos; el radical Garrison, por el contrario, se opuso a la votación y trabajar dentro del sistema. 

## Origen del Partido
El partido fue presentado en noviembre de 1839, y su primera reunión tuvo lugar en Warsaw, Nueva York. Su primera convención nacional tuvo lugar en Arcade el 1 de abril de 1840.
El partido de libertad nombró James G. Birney como candidato a Presidente, un expropietario de esclavos de Kentucky, 1840 y 1844. La segunda convención de nominación se llevó a cabo en agosto de 1843 en Buffalo, Nueva York. La plataforma del Partido de la libertad de 1843 resolvió "considerar y tratar" la cláusula del esclavo fugitivo de la constitución de Estados Unidos "como absolutamente nula y sin valor, y en consecuencia, no formando parte de la Constitución de los Estados Unidos", y también:
Se resuelve, que el Partido de la Libertad ... va a exigir el divorcio absoluto e incondicional del gobierno general [es decir, federal] de la esclavitud, y también el restablecimiento de la igualdad de derechos entre los hombres, en todos los estados donde existe el partido, o puede existir .

## Apoyo e influencia
El partido no obtuvo mucho apoyo; en las elecciones de 1840, Birney recibió sólo 6.797 votos, y en las elecciones de 1844, 62,103 votos (2.3% de los votos). Sin embargo, pudo haber cambiado la victoria de Henry Clay a James Polk en las elecciones de 1844, habiendo recibido Birney 15.800 votos en Nueva York y Polk ganando en Nueva York por 5.100 votos. Si Clay hubiese ganado Nueva York, él habría tenido la mayoría de los votos electorales, no Polk.
Una tercera convención de nominación se llevó a cabo en Siracusa, Nueva York, en octubre de 1847, respaldando a John P. Hale, de New Hampshire con 103 votos (allí Gerrit Smith recibió 44 votos para la nominación, con otros doce votos dispersos para otros). Sin embargo, esta propuesta fue posteriormente retirada debido a los acontecimientos posteriores a 1848.

### Candidatos
| Año elección | Resultado | Candidatos                   | Candidatos                 |
| Año elección | Resultado | Presidente                   | Vicepresidente             |
| 1840         | perdido   | James G. Birney (Nueva York) | Thomas Earle (Pensilvania) |
| 1844         | perdido   | James G. Birney (Nueva York) | Thomas Morris (Ohio)       |
| 1848         | retirado  | John P. Hale (Nueva York)    | Leicester King (Ohio)      |
| 1848         | perdido   | Gerrit Smith (Nueva York)    | Charles C. Foot (Michigan) |
| 1852         | perdido   | William Goodell (Nueva York) | S.M. Bell (Virginia)       |

## Relación con el Partido de Suelo Libre
En 1848, con el sentimiento político provocado por las Enmienda Wilmot, y la facción "barnburner" de los demócratas de New York que se separó del resto del partido Demócrata, existía la posibilidad de formar una agrupación política mucho más grande y más influyente dedicado a los objetivos antiesclavistas, pero no todos se consideraban abolicionistas como tales, o estaban dispuestos a trabajar bajo el nombre del Partido de la Libertad. Así, muchos de los miembros del partido de la Libertad se reunieron en Buffalo, Nueva York con otros grupos en agosto de 1848 para formar el Partido de suelo libre, un partido que, aunque en oposición a la esclavitud, no era estrictamente hablando, abolicionista. Una minoría que no estaba dispuesto a fusionarse con el Partido del suelo libre,  nominó Gerrit Smith como candidato del partido nacional de la libertad en 1848, en una convención celebrada los días 14 y 15 de junio de 1848 en Buffalo. Smith llegó a ganar 2.545 votos, menos del 1% de la votación total del suelo libre.
El Partido del Suelo Libre más tarde se fusionó con el Partido Republicano en 1854, momento en el cual muchas de las cuestiones priorizadas originalmente por el partido de libertad se había convertido en la corriente política principal. Un miembro del partido de libertad que más tarde llegó a gran prominencia política como Free-Soiler y republicano fue Salmon P. Chase.

Chase se había unido al Partido Libertad en 1841, y tuvo una influencia significativa en la plataforma del Partido en 1843/1844, así como la organización de la "Convención meridional y occidental de la libertad" en Cincinnati en 1845, donde se reunieron un número de delegados de la región central y superior del sur.  Con el fin de ampliar el atractivo del partido, Chase quiso complementar la retórica casi puramente religiosa y moral del Partido de la libertad de las elecciones de 1840, con el análisis político y constitucional, y anhelaba que el partido hiciera hincapié en que su objetivo inmediato era el de retirar todo el apoyo directo del gobierno federal y el reconocimiento de la esclavitud (o "divorcio" del gobierno federal de la esclavitud), en lugar de simplemente exigir la abolición de la esclavitud en todas partes de los Estados Unidos (algo que estaba más allá del poder legal del gobierno federal para conseguirlo según la constitución de los EE. UU. en vigor en ese momento). En 1847-1848, Chase era un firme partidario del movimiento de fusión que dio lugar a la formación del Partido de Suelo Libre.
El Partido de la libertad continuó a existir durante muchos años después, a pesar de que la mayor parte de sus partidarios lo habían abandonado para unirse a partidos menos de menor motivación religiosa. En ausencia de Chase, la retórica religiosa en los discursos oficiales y las plataformas del partido aumentó. La plataforma 1848 condenó enérgicamente los intentos percibidos para moderar el partido. Ese mismo año, el partido comenzó a abogar abiertamente diversas políticas moralistas generales, tales como la prohibición de alcohol, el juego y la prostitución. Aparte de estas restricciones por motivos religiosos en la actividad del mercado, el partido favorecía en gran medida el libre comercio y la oposición a los aranceles. Un año más tarde, el vigésimo segundo programa de la plataforma de 1849 elogió el libro de Lysander Spooner, La inconstitucionalidad de la Esclavitud.
En 1852, el partido celebró su convención nacional el 30 de septiembre, en Siracusa, N. Y. El candidato presidencial de ese año fue William Goodell de Nueva York, y su alterno fue S. M. Bell de Virginia. La plataforma de ese año sólo tenía cuatro iniciativas.

## Miembros prominentes del Partido de la Libertad
- James Appleton, legislador del estado de Maine y candidato del Partido de la Libertad como Gobernador (1842)
- Shepard Cary, miembro demócrata del Congreso de Maine, candidato del Partido de la Libertad como Gobernador (1854)
- Samuel Fessenden, cofundador del partido Republicano y candidato del Partido de la Libertad como Gobernador de Maine (1847)
- Ezekiel Holmes, legislador del estado de Maine y dos veces nominado por el Partido de la Libertad como Gobernador

## Otras lecturas
- Julian P. Bretz, "The Economic Background of the Liberty Party," American Historical Review, vol. 34, no. 2 (Jan. 1929), pp. 250–264. In JSTOR
- Reinhard O. Johnson, The Liberty Party, 1840–1848: Antislavery Third-Party Politics in the United States. Baton Rouge, LA: Louisiana State University Press, 2009.
- R.L. Morrow, "The Liberty Party in Vermont," New England Quarterly, vol. 2, no. 2 (April 1929), pp. 234–248. In JSTOR
- Edward Schriver, "Black Politics without Blacks: Maine 1841-1848," Phylon, vol. 31, no. 2 (1970 Q-II), pp. 194–201. In JSTOR
- Richard H. Sewell, "John P. Hale and the Liberty Party, 1847-1848," New England Quarterly, vol. 37, no. 2 (June 1964), pp. 200–223. In JSTOR
- Ray M. Shortridge, "Voting for Minor Parties in the Antebellum Midwest," Indiana Magazine of History, vol. 74, no. 2 (June 1978), pp. 117–134. In JSTOR
- Charles H. Wesley, "The Participation of Negroes in Anti-Slavery Political Parties," Journal of Negro History, vol. 29, no. 1 (Jan. 1944), pp. 32–74. In JSTOR